# Botaurus lentiginosus
Il tarabuso americano (Botarus lentiginosus) è un trampoliere della famiglia Ardeidae.

## Descrizione
Il tarabuso americano è un uccello marrone grosso e pesante, molto simile al grande tarbuso (Botaurus stellaris). Le sue dimensioni si aggirano fra 59–70 cm in lunghezza e i 95–115 cm d'apertura alare.

## Biologia

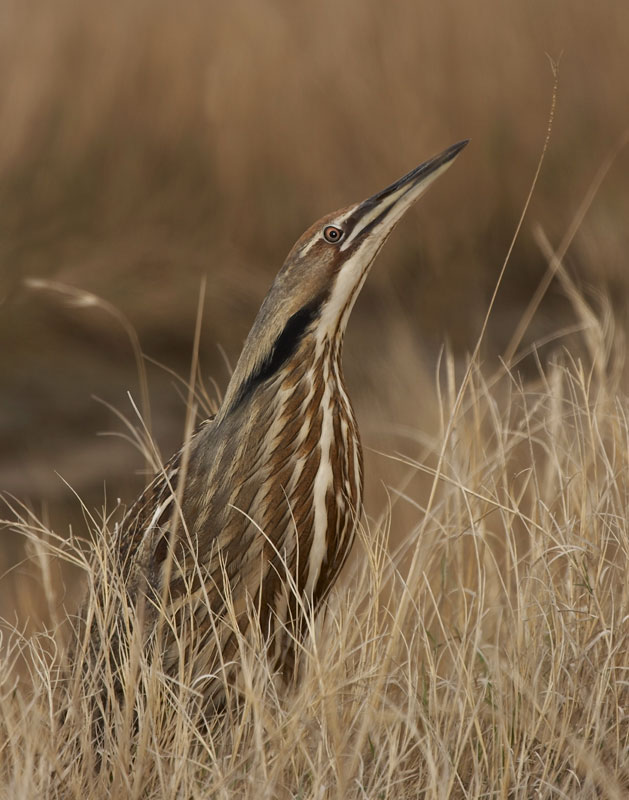
Un esemplare di tarabuso americano

Sebbene noto per la sua furia, il tarabuso americano è un uccello abituato a vivere nascosto in pantani, paludi e e prati. Animale solitario, questo uccello cammina furtivamente fra canneti o piante acquatiche. Se si accorge di essere stato visto, il tarabuso americano resta immobile, con il becco puntato verso l'altro, tentando di mimetizzarsi fra le canne. È particolarmente attivo all'imbrunire. Di norma, quest'uccello viene notato principalmente per il suo verso caratteristico.
Come altri membri degli ardeidae, il tarabuso americano vive nelle paludi e si ciba di anfibi, pesce, insetti e rettili.
Trascorre l'inverno nel sud degli USA e nell'America centrale; l'estate invece, migra in Canada e nel resto degli Stati Uniti. Essendo un uccello migratore di lunghe distanze, è raro che giunga in Europa, Irlanda e Regno Unito compresi. Il tarbuso americano nidifica in luoghi isolati: la femmina costruisce il nido ed il maschio fa la guardia. Due o tre uova sono incubate dalla mamma per ventinove giorni, e i pulcini la lasciano dopo 6-7 settimane.

## Sottospecie
Non vi sono sottospecie note. Tuttavia, fossili trovati nel fiume Ichetucknee (Florida), ed originariamente descritti come una nuova forma di ardeidae (Palaeophoyx columbiana), furono in seguito riconosciuti come sottospecie preistoriche, di dimensioni ridotte, del tarbuso americano, vissute durante il tardo Pleistocene (B. l. columbianus).